# عبد الملك العصامي
عبد الملك بن حسين بن عبد الملك العصامي المكي (1049 هـ - 1111 هـ / 1639م - 1699م) مؤرخ من أهل مكة المكرمة مولده ووفاته فيها، له كُتَب منها: سمط النجوم العوالي في أنباء الأوائل والتوالي وكتاب قيد الأوابد من الفوائد والعوائد وغيرها.
قال عنه محمد الشوكاني: «عبد الملك بن حُسَين العصامي الشافعي المكي صاحب التاريخ المشهور المُسَمى سمط النُّجُوم الغوالى في أَبنَاء الاوائل التوالى وَهُوَ مجلدان ضخمان الأول إلى أَيَّام مُعَاوِيَة والثاني إلى آخر الْقرن الثاني عشر وَبسط فِيهِ تراجم بعض الْخُلَفَاء والملوك والأمراء وَاخْتصرَ تراجم آخَرين». وقال محمد خليل المرادي: «عبد الملك العصامي الشيخ الفاضل الأديب العالم الفهامة الشاعر الناظم الناثر ولد بمكة ونشأ بها وأشتغل بفنون العلوم وبحث عن منطوقها والمفهوم وله شعر يمدح به الشريف بركات أمير مكة كما ألف تاريخاً في أبناء عصره وكان فاضلاً نبيهاً ذا مُشَاركة في العلوم ومعروفة بالأدب والشعر تامة وله إنشاء لطيف وجد وأجتهد وتصدر للتدريس في المسجد الحرام مُدةً من عمره».